# فرمان (فیلم ۲۰۰۱)
فرمان یا فرقه (به انگلیسی: The Order) یک فیلم اکشن و ماجراجویانه آمریکایی محصول سال ۲۰۰۱ به کارگردانی شلدون لتیچ با بازی و نویسندگی ژان-کلود ون دام است. این فیلم در ۱۲ مارس ۲۰۰۲ به صورت فیلم ویدئویی در ایالات متحده منتشر شد.

## خلاصه داستان
در این فیلم ون دام نقش شخصی به نام رودی را بازی می‌کند که پدرش یک باستان‌شناس است. پدرش عازم سفری به اسرائیل می‌شود که در آنجا ناپدید شده و رودی می‌رود تا وی را پیدا کند. رئیس پلیس ادعا می‌کند که پدرش اصلاً وارد این کشور نشده…

## بازیگران
- ژان کلود ون دم
- چارلتون هستون
- سوفیا میلوس
- عبدل قیسی
- بریان تامپسون
- بن کراس
- ورنون دوبتچف
- ساسون گابای
- آلاون آبوتبول
- جوی توماسکا
- پیتر مالوتا
- شارون رجینیانو
- سامی هاری

## فروش فیلم
در اسپانیا این فیلم توسط بیش از ۱۰۰٫۰۰۰ نفر با مجموع فروش تقریباً ۶۰۰٫۰۰۰ یورو دیده شد. در مکزیک، فیلم به همین خوبی عمل کرد و بیش از ۵۶۰٫۰۰۰ دلار فروش کرد. اگرچه این فیلم در سینماهای ایالات متحده منتشر نشد، اما در بازار ویدئو به خوبی عمل کرد و بیش از ۱۸ میلیون دلار به دست آورد. این فیلم در بریتانیا و آلمان به صورت ویدئویی منتشر شد.